# Simmetria destra-sinistra
La simmetria destra-sinistra in fisica è un principio generale che afferma che una valida teoria fisica non debba produrre differenze fra un moto orientato a sinistra rispetto a uno orientato a destra. La più comune applicazione è espressa come l'uguale trattazione di rotazioni in senso orario o in senso antiorario.
Il principio generale è spesso riferito con il nome di simmetria chirale. La regola è assolutamente valida nella meccanica classica e in quella relativistica, ma risultano esserci differenze in una trattazione quantistica di particelle subatomiche chirali a sinistra rispetto a quelle chirali a destra.
| Controllo di autorità | GND (DE) 4274371-0 |